# Harpers Ferry, West Virginia
För andra betydelser, se Harpers Ferry, olika betydelser
Harpers Ferry är en stad i Jefferson County,  West Virginia, USA. Befolkningen uppgick vid folkräkningen år 2000 till 307.  Den ligger på udden där Potomac och Shenandoah flyter samman på gränsen mot Virginia och Maryland och omges helt av Blue Ridge Mountains.

## Historik

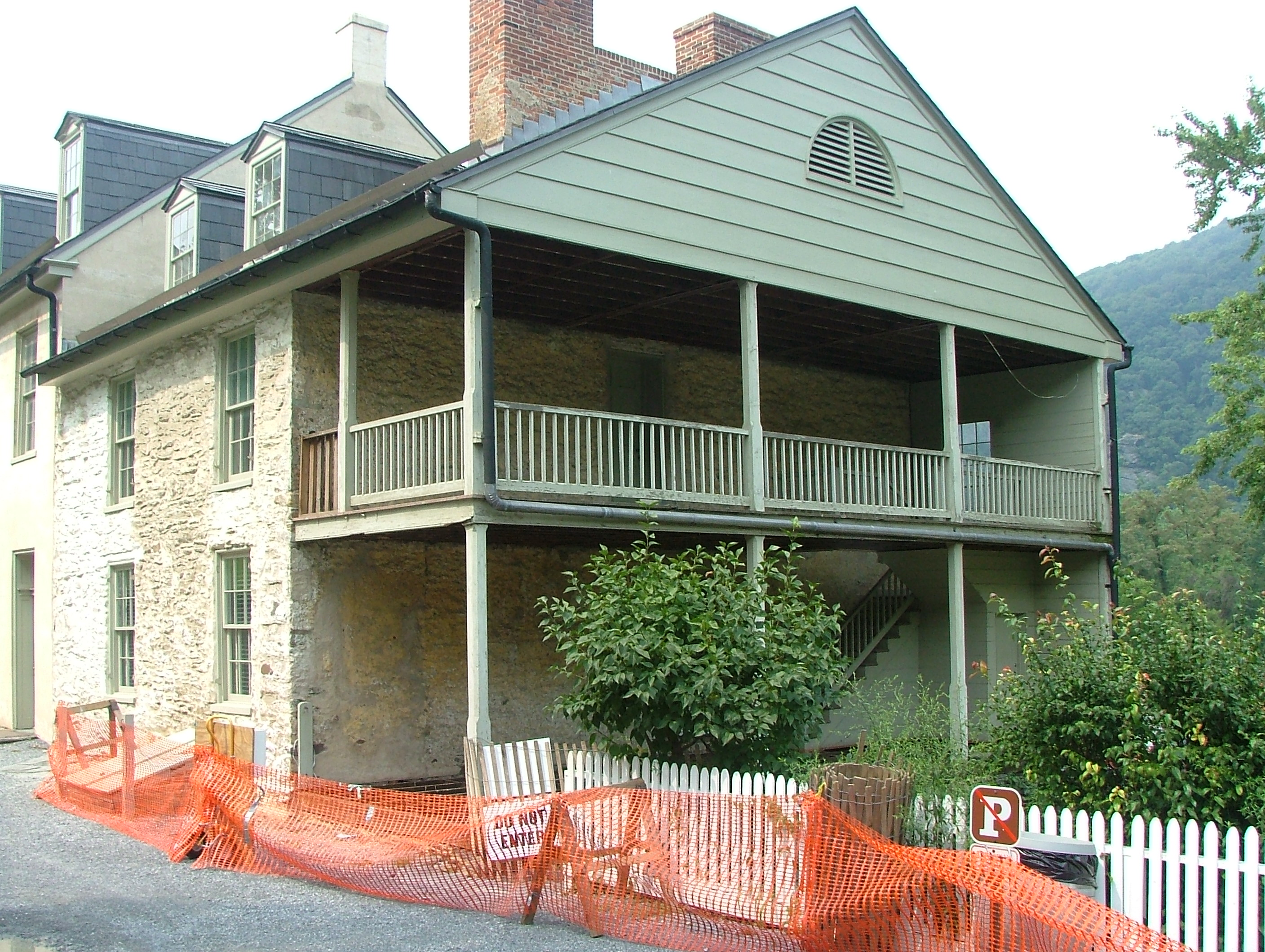
Harper House

Staden är uppkallad efter färjetrafiken som entreprenören och ingenjören Robert Harper från Philadelphia upprättade här. Han engagerades 1747 av en grupp kväkare för att uppföra en församlingslokal i Shenandoahdalen och såg potentialen på platsen som en strategisk knutpunkt för transport och vattenkraft. Han köpte därför 0,5 km² land på udden mellan Potomac och Shenandoah 1751.
1761 startade Harper färjetrafik och handelsverksamhet på udden för nybyggare som var på genomresa för att bosätta sig i Shenandoahdalen och områdena i Appalacherna. 1763 beslutade Virginias delstatssenat att grunda staden Shenandoah Falls at Mr. Harper's Ferry.  Två år senare byggde Harper ett hus till sig själv och Harper House är idag stadens äldsta. 
På den här tiden var Shenandoahdalen vildmark och bergen runt om en attraktiv utpost i den brittiska kolonin.

### Industri och tillväxt
Orsaken till stadens tillväxt under 1800-talet var grundläggandet av vapenfabriken The United States Armory and Arsenal 1799 efter ett tidigare initiativ av George Washington. Det arbetade upp till 400 personer i fabriken och 1801-1861 producerades det mer än 600 000 gevär.
Platsen är känd för pionjärarbetet som kaptenen och vapeningenjören John H. Hall gjorde här med löpandebandproduktion av vapen mellan 1820 och 1840. Fabriken var troligen den första i USA med löpandebandtillverkning av vapen, en metod som fransmännen redan hade utvecklat redan före och under Napoleonkrigen
Nästan lika viktigt för utvecklingen från 1830-talet var att Winchester and Potomac Railroad, Chesapeake and Ohio Canal och Baltimore and Ohio Railroad kom att korsa varandra vid Harpers Ferry.
Transportknutpunkten skapade ett uppsving och varade fram till att staden blev totalt ödelagd under det amerikanska inbördeskriget 1861. Under denna tiden drog staden till sig handelsmän, hantverkare, industriarbetare, ingenjörer och jordbrukare, de två sistnämnda använde ofta slavar till arbete och i hushållsarbetet.

### John Browns uppror

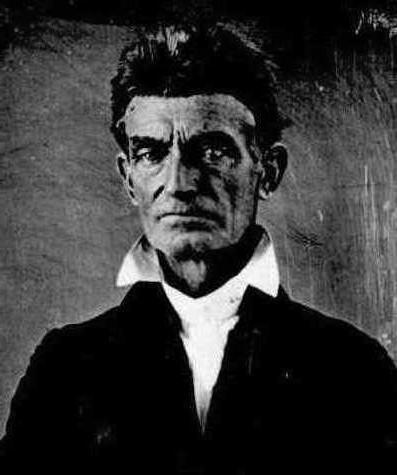
John Brown

I slutet av 1850-talet lagrades upp till 100 000 gevär och andra vapen vid vapenfabriken. Vid denna tid var kampen mot slaveriet ofta våldsamt, förrymda slavar och utstötta vita äventyrare hade lite att förlora och gick ofta till fysiskt angrepp mot vita slavägare. Många studenter från storstäderna i nordost drömde om att starta och leda slavuppror i söder. Den mest legendariske av dessa var kanske John Brown.
På kvällen den 16 oktober 1859 bröt sig Brown in i stadens vapenkammare tillsammans med 15 vita och fyra svarta män, en av dem var förrymd slav. De stal en mängd vapen och förskansade sig i ett försök att starta ett slavuppror i Shenandoahdalen.  De krävde frigivning av de fyra miljoner slavar som då fanns i Sydstaterna. Vid denna tid utgjorde svarta tio procent av Harper Ferrys befolkning, varav 150 slavar och 150 fria.
Den lokale läkaren, John Starry, tog sig ur staden till häst och varnade grannstäderna. Han återvände i spetsen av en milis och ledde motangreppet mot Browns män. Milisen var talmässigt överlägen och Brown och hans män tog tillflykt i vapenfabrikens maskinhus.
På försvarsministerns uppdrag ledde den unge översten Robert E. Lee stormningen av platsen efter två dagar, eftersom hans marinavdelning i Washington, D.C. var den som hade närmast till Harpers Ferry. Till sin hjälp hade han James E. B. Stuart, som liksom Lee blev general för Sydstaterna under inbördeskriget.
Brown dömdes för uppvigling och hängdes i grannstaden Charles Town den 2 december 1859. Åtalet och avrättningen av honom väckte stor uppmärksamhet och blev en av de utlösande faktorerna till det amerikanska inbördeskriget.

### Inbördeskriget - Slaget vid Harpers Ferry
Harpers Ferry var en utpost för Nordstaterna vid inbördeskrigets början. Virginia var ett gränsområde som var splittrat i tillhörigheten under kriget. Den nordvästligaste delen, där Harpers Ferry ligger, stödde huvudsakligen Nordstaterna och blev därför en egen delstat efter inbördeskriget, West Virginia. Som gränspost och livsviktig produktionsplats för vapen och ammunition byggdes en stark garnison upp i staden. Staden innehades växlande av Syd- och Nordstaterna totalt 13 gånger under kriget.
Det stod en rad slag längre norrut, i Maryland, men en styrka på 14 000 nordstatssoldater blev kvar och förskansade sig i Harpers Ferry under ledning av överste Dixon S. Miles. Vapenfabriken och dess solida byggnader var till liten nytta för försvararna eftersom dessa bränts ned av sydstatsstyrkor 1861 och låg i ruiner. Lee sände styrkor för att omringa staden och hindra angrepp mot försvarslinjerna bakom fronten, han ville att de fientliga styrkorna skulle dra sig ur eftersom sydstatsarmén behövde Shenandoahdalen som försvarslinje.
Nordstatssoldaterna omringades av 10 000 sydstatssoldater under kommando av Stonewall Jackson och ytterligare 13 000 soldater under andra officerare. Sydstatssoldaterna var inte bara antalsmässigt fler, de hade också fördelen av att befinna sig på högre höjd. Harpers Ferry intogs den 15 september 1862 efter två dagars intensivt bombardemang, men utan direkta infanteristrider. Ett misslyckat försök att bryta sig ut nattetid den 13 september fråntog nordstatsofficerarna det sitta hoppet om att komma undan. Förseningen ledde till att Lee var tvungen att omgruppera vid Sharpsburg, vilket troligen ledde till Sydstaternas förlust vid slaget vid Antietam några dagar senare.

### Efter inbördeskriget

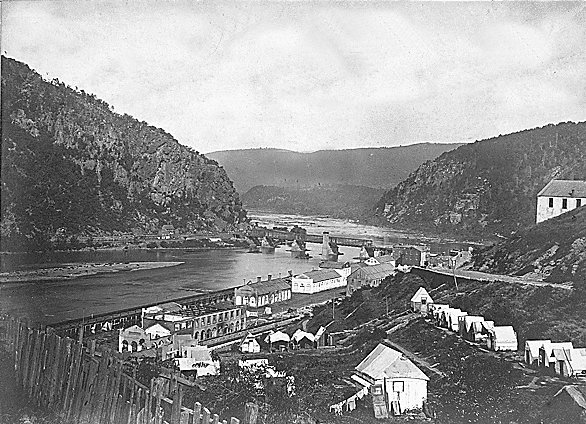
Harpers Ferry 1865.

Av bilden till höger framgår att Harpers Ferry var en utbränd och utbombad stad 1865. Vapenfabrikens huvudbyggnad ligger i ruiner och det har uppförts en rad provisoriska trähus under återuppbyggnadstiden. Efter inbördeskriget förekom det en rad översvämningar i Shenandoahdalen, översvämningen 1870 krävde 42 liv i Harpers Ferry. 
Efter inbördeskriget pågick en intensiv kamp mellan delstaterna Virginia och West Virginia om herraväldet över Berkeley County och Jefferson County, där Harpers Ferry och grannstaden Charles Town ligger. Under inbördeskriget 1863 hölls en folkomröstning i de båda countyna som gav flertal för West Virginia. Efter kriget överklagade Virginina till USA:s högsta domstol, med motiveringen att många röstberättigade hade varit frånvarande på grund av tjänstgöringen för Sydstatsarmén då folkomröstningen hölls. USA:s kongress beslutade den 19 mars 1866 att de skulle tillhöra West Virginia, vilket fastslogs av högsta domstolen 1871.

### Medborgarrättsrörelsen

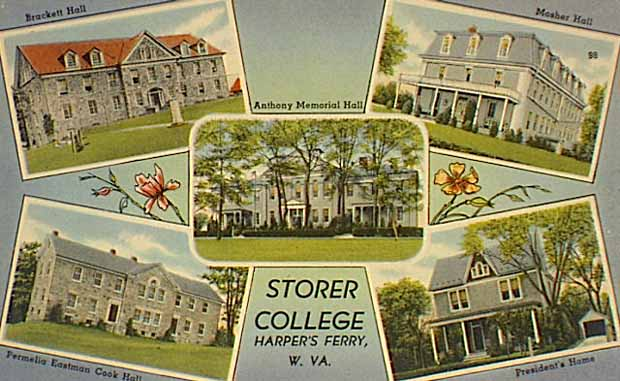
Vykort med Storer College.

Så länge Nordstaterna höll staden under inbördeskriget sökte många slavar från söder sin tillflykt till Harpers Ferry. I ljuset av John Browns uppror blev staden på många sätt en symbol för svartas frihetskamp före och under kriget. 2 oktober 1867 startade New England Freewill Baptist Missionaries en skola, Storer College, för både vita och svarta.  Vid collegets 14-årsfirande den 30 maj 1881 höll den svarte aktivisten Frederick Douglass ett tal till John Browns minne och försäljningen av det tryckta talet finansierade grundandet av en John Brown-professur vid skolan. Domaren som dömde Brown till döden var närvarande vid ceremonin.  Detta visar att John Brown var fullt accepterad i Harpers Ferry vid denna tid, något som inte skulle vara länge.
Under slutet av 1800-talet ledde Jim Crow-lagar om segregering till nya rasskillnader i området. Det ledde till att historiens första svarta doktor från Harvard University, William E.B. Du Bois, och andra ledande afroamerikaner startade Niagararörelsen, som höll sin andra kongress i Storer College 1906. 

### Slutet av 1800-talet och 1900-talet
1896 blev Jefferson County det första landsortsområdet i USA som fick postgång, tidigare hade folk själva fått komma till postkontoret och hämta sin post.
1944 övertogs större delen av staden National Park Service som Harpers Ferry National Historical Park.
Till följd av upphörandet av rasskillnadslagarna 1954 lades Storer College ned.

## Politik och samhälle
En omstridd fråga är bevarandet av den historiska platsen och slagplatsen Harpers Ferry. De historiskt viktiga händelserna under inbördeskriget ägde rum inne i centrum och utvecklingen med nya byggnader gör Harpers Ferry till den mest hotade slagplatsen i USA. 
James "Jim" Addy är borgmästare sedan valet i juni 2007 och kommunstyrelsen har totalt sex medlemmar, lokalval hålls vartannat år.   Det finns även en planeringskommission med tio medlemmar som först och främst bistår kommunstyrelsen med frågor rörande markplanläggning och näringsutveckling. 

## Geografi och transport
Centrum, med gammal tegelbyggnader och järnvägsstation byggd 1934, ligger på uddens östsida längs Potomac. Tätorten är 1,6 km². Potomac är en typisk V-dal där floden har skurit sig djupt ned i berggrunden, som består av granit och gnejs. Landskapet består av en blandning av kala bergssidor samt gran- och furuskog. Området ligger söder om gränsen för inlandsisens utbredning under den senaste istiden.
Det nationella järnvägsbolaget Amtrak kör passagerartåg två gånger dagligen.  Det regionala Maryland Rail Commuter Service kör godståg för CSX Transportation en gång dagligen.

## Ekonomi och näringsliv
Idag har Harpers Ferry tre huvudnäringar. Staden har en betydande turism med anknytning till det historiska och rekreativa området. Det finns turistbyråer för Harpers Ferry National Historic Park och Appalachian Trail som sträcker sig in över bergskedjan. Det finns även ett museum om tiden under inbördeskriget. 17 matställen  och 17 övernattningsställen  betjänar turisterna.
Harpers Ferry är dessutom ingångsporten till ett jordbruks- och skogsbruksområde i Shenandoahdalen, där staden fungerar som en handelsplats för detta område. Slutligen ligger staden på pendlingsavstånd från Washington DC, strax nordväst om området med stark utbyggning av sovstäder runt bland annat Bethesda.

## Demografi, språk och kultur
Vid folkräkningen 2000 fanns 153 hushåll med 307 invånare, 17,3 % var under 18 år och 21,8 % över 65 år. 52,4 % var kvinnor. 
Huvudspråket är engelska, endast 4 % av befolkningen över fem år talade ett annat språk hemma, , en person var född utanför USA.